# Dywizja Tymofieja Cieciury
Dywizja Tymofieja Cieciury – dywizja wojsk kozackich okresu połowy XVII wieku. Podczas kampanii cudnowskiej wojny polsko-rosyjskiej (1654-1667) dywizja wchodziła w skład armii rosyjskiej pod dowództwem Wasyla Szeremietiewa, wojewody kijowskiego.
Liczyła 20.000 żołnierzy i składała się z 5 pułków piechoty Kozaków zadnieprzańskich. Obozowała pod Kotelnią, a następnie została pokonana w bitwie pod Cudnowem na Wołyniu (jesień 1660).